# غلوريا ألفاريز
غلوريا ألفاريز (بالإسبانية: Gloria Álvarez)‏ هي عالمة سياسة وصحفية غواتيمالية، ولدت في 9 مارس 1985 في غواتيمالا في غواتيمالا.